# Paris Expo Porte de Versailles
Paris Expo Porte de Versailles – centrum wystawiennicze i konferencyjne położone w 15. dzielnicy Paryża. Centrum powstało w 1923 roku, a jego powierzchnia wystawowa wynosi 212 545 m². W obiekcie znajduje się 8 pawilonów, 2 audytoria oraz 32 sale konferencyjne.
W 2015 rozpoczęto dziesięcioletnią renowację budynku o wartości 500 milionów euro. W ramach inwestycji zmodernizowano pawilony, plac przy wejściu na teren obiektu, centrum kongresowe oraz hotele. Za projekt odpowiedzialni byli francuscy architekci Dominique Perrault, Christian de Portzamparc, Valode & Pistre, Jean Nouvel oraz Jean-Michel Wilmotte.
Podczas Letnich Igrzysk Olimpijskich 2024 w budynku odbyły się turnieje siatkówki, tenisa stołowego i piłki ręcznej oraz zawody w podnoszeniu ciężarów.